# Gruppo sociale
Nella sociologia, un gruppo sociale è un insieme di individui che interagiscono gli uni con gli altri, in modo ordinato, sulla base di aspettative condivise riguardanti il rispettivo comportamento. È un insieme di persone i cui status e i cui ruoli sono interrelati. 

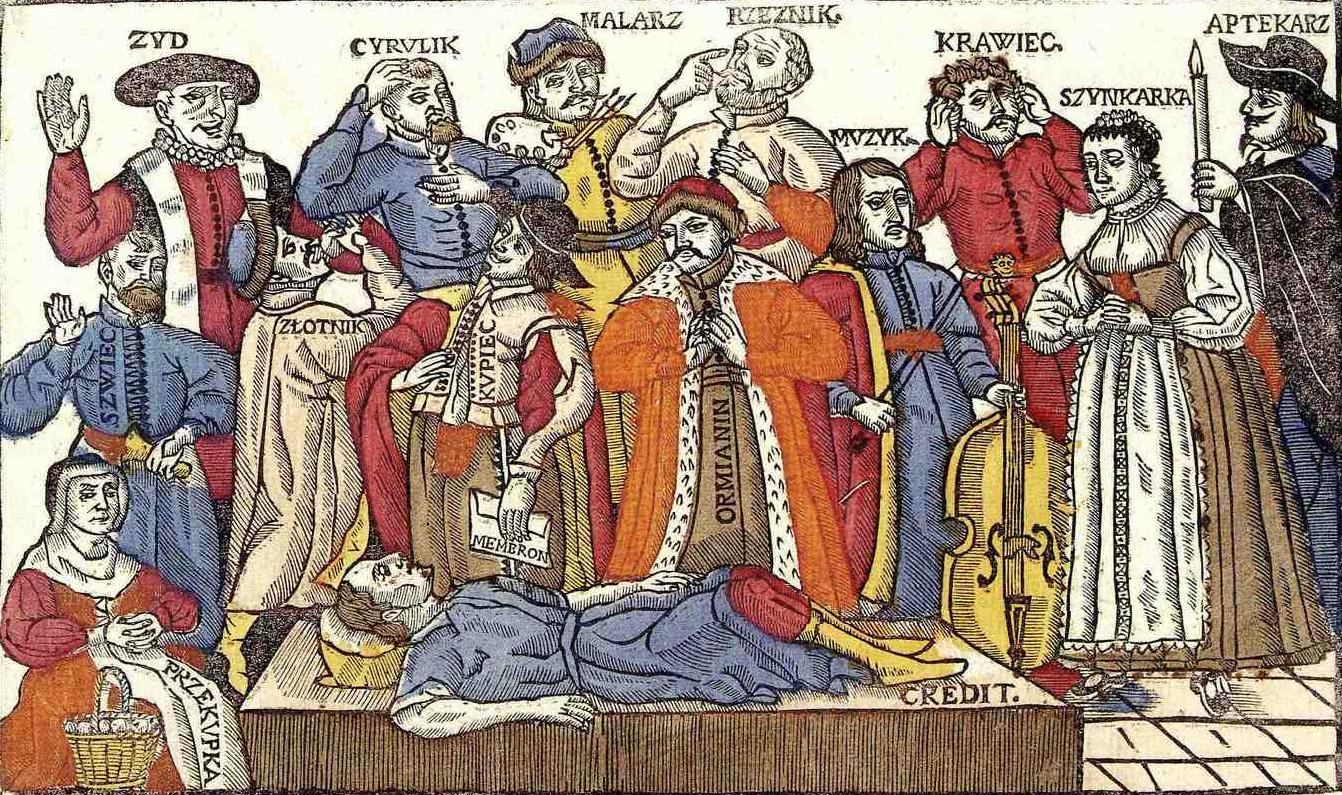
Xilografia polacca del 1655 che raffigura una serie di individui come espressione di diversi gruppi sociali. Da sinistra in alto: un ebreo, un barbiere-chirurgo, un pittore, un macellaio, un musicista, un sarto, una locandiera, un farmacista; in basso: un calzolaio, un orafo, un mercante, un armeno, e una venditrice.

Gli esseri umani sono portati a cooperare, competere, analizzare, produrre idee, progettare e decidere in gruppo, i gruppi sono una parte vitale della struttura sociale. I gruppi si formano e si trasformano costantemente; non è necessario che siano autodefiniti e spesso sono definiti dall'esterno.
Secondo Lewin un gruppo può definirsi:

## Descrizione

### Caratteristiche
I gruppi hanno diverse caratteristiche:
1. i membri del gruppo interagiscono e si influenzano a vicenda;
2. ogni membro deve rispettare le cosiddette norme di comportamento, che caratterizzano un determinato gruppo;
3. ogni membro in un gruppo gioca dei ruoli;
4. tutti i membri sono interdipendenti, cioè hanno bisogno l'uno dell'altro per arrivare agli scopi che il gruppo si è prefissato.

I gruppi vengono tenuti insieme dalla cosiddetta coesione, ossia dall'intensità della relazione tra i membri del gruppo.
La coesione è determinata da molti fattori tra i quali vi sono: 
1. mutua attrazione, ossia che i membri provano attrazione l'uno verso l'altro.
2. identificazione, in quanto un membro si identifica col gruppo.

### Alcune classificazioni
In base ai fini, vi sono due tipi di gruppo: quello strumentale e quello affiliativo.
- Il primo, lo strumentale è un gruppo che vuole raggiungere obiettivi specifici (squadra, associazione, comunità, ecc).
- Il secondo ha obiettivi più generali, come le confraternite.[2]

In base al tipo di relazione il gruppo può essere primario o secondario.
- Il gruppo primario è composto da almeno tre persone che interagiscono per un periodo di tempo relativamente lungo, sulla base di rapporti intimi faccia a faccia (es: famiglia, gruppi di pari, piccole comunità).
- Il gruppo secondario è composto da un numero di persone che interagiscono su basi temporanee, anonime e impersonali. I suoi membri non si conoscono personalmente o si conoscono in relazione a particolari ruoli formali anziché come persone nella loro completezza. Solitamente conseguono finalità specifiche e meno emotivamente impegnate come ad es. nelle aziende, nei partiti politici, nelle burocrazie statali.

Si possono classificare i gruppi in base al numero di componenti.
- La diade è un gruppo composto da due elementi, come madre-figlio, moglie-marito, due amiche/amici del cuore. Ciò che caratterizza la relazione, nella diade, è il legame affettivo. Anche se la comunicazione si interrompe per qualche motivo, e quindi non si hanno più interazioni (come nel caso della assenza di uno dei due componenti, oppure nel caso di una separazione dopo un brusco litigio), la relazione permane. Tuttavia affinché la diade continui ad esistere nella comunicazione vi è la necessità di un'attenzione reciproca la quale venendo meno interrompe l'interazione tra i due componenti e pone fine all'atto comunicativo. Nella Diade due persone stanno insieme perché si sono scelte, perché hanno interessi in comune o per compensazione. L'una trova nell'altra quello che pensa gli manchi. Si tratta di due persone che rinnovano la loro scelta nella volontà di continuare lo scambio comunicativo.

- La triade è un gruppo composto da tre membri. Un classico esempio è la classica famiglia madre-padre-figlia/o. La comunicazione nella triade si modifica perché, pur rimanendo nell'ambito della relazione intima, due dei tre elementi possono temporaneamente interagire tra di loro escludendo il terzo. Ad esempio il padre ama andare a pesca con il figlio e diventa per loro una possibilità di comunicazione, mentre la madre non è coinvolta da questa esperienza che riguarda solo loro; allo stesso modo il bambino può essere escluso dalla scelta dell'acquisto di una casa e in tal caso l'interazione riguarda e coinvolge solo i genitori. Possiamo quindi dedurre che l'interazione, che riguarda solo la dimensione spazio/temporale del qui e ora, nella triade si articoli sempre su due dei membri, a seconda dello spostamento del centro di interesse. Se la comunicazione si concentra sempre nella stessa coppia, esistono dei problemi di relazione nella triade. Si deduce, quindi, che sempre per questo stesso motivo nella triade è possibile la formazione delle coalizioni.

- Il Piccolo Gruppo è un gruppo costituito solitamente da quattro a dieci-dodici membri. È uno dei modelli di interazione sociale fondamentali, e molte attività sociali e funzionali avvengono in o attraverso gruppi di tali dimensioni. Gruppi più ampi tendono a dare luogo alla formazione spontanea di sottogruppi di questa dimensione, sia in ambito sociorelazionale che operativo-lavorativo.

- Il Gruppo Mediano è un gruppo costituito di solito da dieci-dodici a venticinque-trenta membri. Col passaggio dal piccolo gruppo al gruppo mediano le relazioni personali divengono meno strette, ed in caso di interazione prolungata quest'ultimo tende a segmentarsi informalmente in piccoli gruppi.

- Il Grande gruppo, o Large group, conta dai trenta membri in su. In tali tipi di gruppo le interazioni sono meno dirette e personali, e l'individuo è più soggetto alla dialettica di polarizzazione tra fenomeni di massificazione/individuazione. In linea teorica, le comunità, le organizzazioni sociali e le collettività sono forme particolari di very large group.

### Tipologie
- Caste: sono dei gruppi sociali ascrittivi e rigorosamente chiusi secondo una stratificazione sociale che vuole mantenere un criterio di purezza, viene trasmessa l'idea per cui vi sia un retaggio naturale e biologico, non culturale, anche i matrimoni sono di conseguenza endogamici.

- Classi Sociali (Karl Marx): sono dei gruppi non ascritti basati su qualità socio-economiche, il cambiamento di lavoro e di luoghi di ritrovo permette di modificare il proprio status sociale.

- Etnie: il gruppo etnico condivide fattori culturali ma non è un contenitore di informazioni quanto una forma di organizzazione sociale, un contenitore informativo, anche se vi è un senso di appartenenza. I confini sono più o meno valicabili.[non chiaro]

Fredrik Barth interpretò la realtà sociale come un processo e per questo elaborò il modello generativo. Secondo lo studioso l'attraversamento di confini da parte di modelli esterni porta ad una risposta per la salvaguardia del gruppo e alla creazione di nuovi modelli generativi (es. di comportamento). Il contatto con l'esterno modifica in modo incorporativo non drastico.
Queste tre caratteristiche sono state evidenziate (per quanto riguarda la vita di tutti i giorni) dal sociologo Robert K. Merton che definisce il gruppo come un insieme di persone interagenti l'una con l'altra, dotate di senso di appartenenza e considerate come membri di un determinato gruppo non solo da loro ma anche da coloro che non ne fanno parte.

## Cause e dinamica

### Perché nascono i gruppi?
Nella nostra vita il gruppo costituisce una parte fondamentale: siamo nati in un gruppo, cioè la famiglia, in classe impariamo in gruppo, giochiamo in gruppo...
Da quando l'uomo si trova sulla Terra, egli ha sempre vissuto in gruppo. Con il gruppo noi possiamo soddisfare dei bisogni, siano essi biologici o psicologici, che non possiamo soddisfare da soli. Quindi il gruppo ha l'obiettivo di migliorare la sopravvivenza dell'individuo.
Gli psicologi sociali evoluzionisti dicono che la selezione naturale favorisce non chi vive in isolamento, ma chi vive in gruppo perché è, a partire da esso, che si forma la persona, nonché la società che la circonda.

### La percezione di appartenenza
Secondo le Teorie della percezione sociale relative al tema della Social cognition, esistono varie motivazioni in base alle quali si percepisce la propria appartenenza ad un gruppo:
- Per vicinanza. Spesso si inizia a frequentare delle persone che ci sono vicine fisicamente, ad esempio che abitano nello stesso quartiere, frequentano lo stesso bar, la stessa scuola ecc. Rappresentano sicuramente tutte occasioni per fare conoscenze o condividere delle esperienze. La vicinanza spesso rappresenta il primo motivo di contatto per la scelta di appartenere ad un gruppo spontaneo. Sulla base di questo criterio, infatti, si formano spesso gruppi per la condivisione del tempo libero.
- Per somiglianza. Si tratta di un criterio di appartenenza relativo alla disposizione in alcune persone di ricercare nell'altro le proprie convinzioni, le idee i bisogni. Non si intende in questo caso somiglianza fisica, ma affinità di pensiero, interesse e stile di vita. La gratificazione di trovare altre persone con idee simili è ciò che porta, più di qualsiasi altro elemento, all'unione. All'interno di un gruppo più ampio sembra naturale il formarsi di sottogruppi, attraverso il criterio della somiglianza, infatti si stabiliscono alleanze e nascono simpatie che in genere durano nel tempo.
- Per identificazione. Si può appartenere ad un gruppo anche quando non c'è somiglianza nelle idee o nei bisogni, ma con una motivazione per lo più inconscia di identificazione all'altro. La differenza con la somiglianza è nel meccanismo psicologico che entra in gioco e determina la scelta. Molti individui aspirano ad appartenere a gruppi che hanno un'identità specifica e che rappresentano uno status socialmente desiderabile. Entrare a far parte di un gruppo, quindi, può rappresentare per alcune persone realizzazione, successo e prestigio. Per identificazione si intende anche il processo di strutturazione della propria personalità e identità sociale attraverso l'interdipendenza con il gruppo, in quanto intervengono fattori soggettivi ed intersoggettivi, cioè appresi attraverso il contatto con il gruppo. Infatti gli atteggiamenti e le modalità di comunicazione si influenzano reciprocamente.

I processi di interazione intergruppi (ovvero di relazione e confronto tra gruppi, e non solo nel gruppo) sono un tema assai complesso, di grande rilevanza teorico-applicativa nello studio dei conflitti sociali, della sociologia politica, dei problemi relativi al razzismo ed ai processi migratori. La più compiuta teoria delle relazioni intergruppi è attualmente la Teoria dell'identità sociale.

### Dinamiche del gruppo

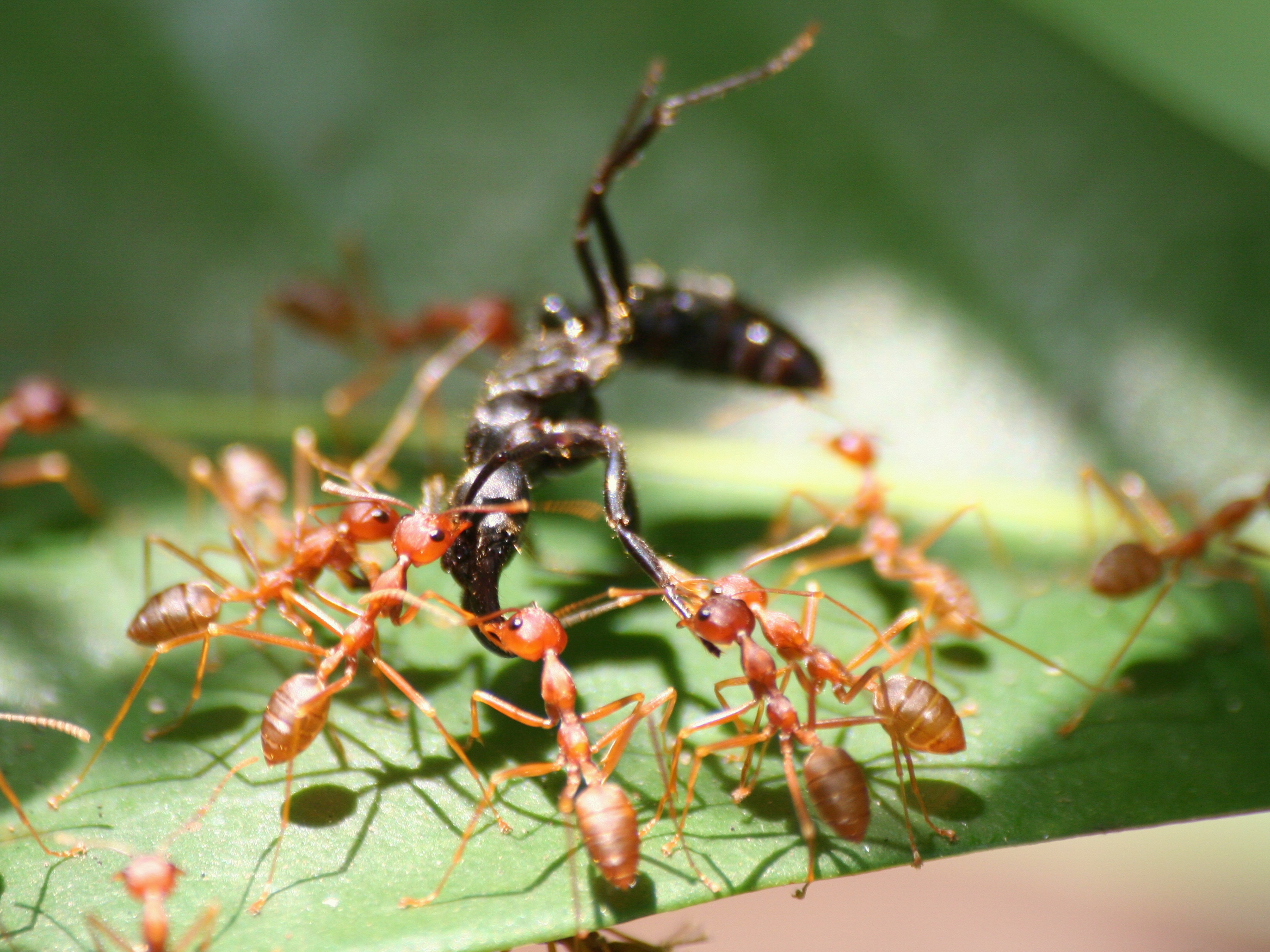
Una colonia di formiche può essere considerata, sebbene in maniera piuttosto forzata, un esempio di gruppo sociale nel mondo animale, dove ciascun esemplare interagisce in maniera ordinata con il resto del gruppo per il raggiungimento di un obiettivo comune.

Con l'espressione dinamica di gruppo si indica l'evolversi delle relazioni nel gruppo.
Lo psicologo sociale Bruce Tuckman propose nel 1965 un modello di evoluzione della vita di gruppo che consiste in cinque fasi sequenziali:
- Formazione (forming). I membri del gruppo si orientano e comprendono quale debba essere il comportamento nei riguardi del coordinatore e degli altri membri.
- Conflitto (storming). Si sviluppa un clima di ostilità verso gli altri membri del gruppo e/o verso il leader, soprattutto per l'incertezza dovuta a mancanza di direttive e di sostegno psicologico, per la mancanza di strutturazione e per la resistenza alla struttura. Si sviluppa una resistenza emotiva di fronte alle esigenze del compito da svolgere come espressione alla propria indisponibilità.
- Strutturazione (norming). I membri si accettano vicendevolmente, e si sviluppano delle norme di gruppo alle quali tutti si sentono impegnati.
- Attività (performing). I membri del gruppo accettano il loro ruolo e lavorano per raggiungere i fini preposti.
- Aggiornamento (adjourning). I membri del gruppo decidono una sospensione delle attività al fine di valutare il modus operandi e i risultati eventualmente ottenuti.

La coesione di gruppo definisce il livello di solidarietà fra i membri, ma anche la condivisione di norme e il relativo senso di appartenenza. Questa coesione è determinata anche da fattori emotivi.
Con l'espressione processi dinamici di gruppo ci si riferisce invece alle dinamiche relazionali ed affettive che hanno luogo nei gruppi terapeutici (il concetto è particolarmente usato in ambito Gruppoanalitico).